# Mount Washington (Massachusetts)
Pour les articles homonymes, voir Mount Washington.
Mount Washington est une ville du Comté de Berkshire dans l’État du Massachusetts.
Elle a été incorporée en 1779.
Sa population était de 160 habitants en 2020.